# غويلرمو هيريديا
غويلرمو هيريديا هو لاعب محترف لكرة القاعدة ‏ كوبي، ولد في 31 يناير 1991 في ماتانزاس في كوبا.

## وصلات خارجية
- غويلرمو هيريديا على موقع دوري كرة القاعدة الرئيسي (الإنجليزية)
- غويلرمو هيريديا على موقعبيزبول رفرنس.كوم (الدوري الرئيسي) (الإنجليزية)
- غويلرمو هيريديا على موقعبيزبول رفرنس.كوم (الدوري الثانوي) (الإنجليزية)
- غويلرمو هيريديا على موقع إي إس بي إن.كوم (أم.أل.بي) (الإنجليزية)
- غويلرمو هيريديا على موقع مشجعي الرسوم البيانية (الإنجليزية)